# Heliothraupis oneilli
Tiê-sol, de nome científico Heliothraupis oneilli (em inglês, Inti tanager) é uma espécie de ave da família Thraupidae. É o único membro do gênero Heliothraupis. É restrito às Yungas inferiores, no oeste da Bolívia e no sul do Peru. Apesar de sua notável coloração, canto e distinção evolutiva, ele só foi descrito em 2021, e a descoberta e a documentação do pássaro para a ciência ocidental ocorreram apenas durante as duas décadas anteriores.
O nome Inti é do quíchua - uma língua indígena da região - uma palavra que significa "Sol", referindo-se à cor amarela brilhante do pássaro.